# بريتورو
بريتورو (بالإيطالية: Pretoro)‏ هي بلدية في مقاطعة كييتي في إقليم أبروتسو الإيطالي.

## السكان
في سنة 1861 بلغ عدد السكان 1٬989 نسمة، وتطور العدد ليصل في سنة 2011 لـ 989 نسمة.
يظهر هذا المخطط البياني تطور النمو السكاني لـ بريتورو